# Nepo baby
Nepo baby (en plural nepo babies, una abreviatura de nepotism baby, «bebé del nepotismo» en español) es un término que se refiere a los hijos de celebridades que han tenido éxito en carreras similares a las de sus padres ricos/celebridades u otros parientes estimados. La implicación es que, debido a que sus padres ya tenían conexiones con una industria, el hijo pudo usar esas conexiones para construir una carrera en esa industria.

## Origen

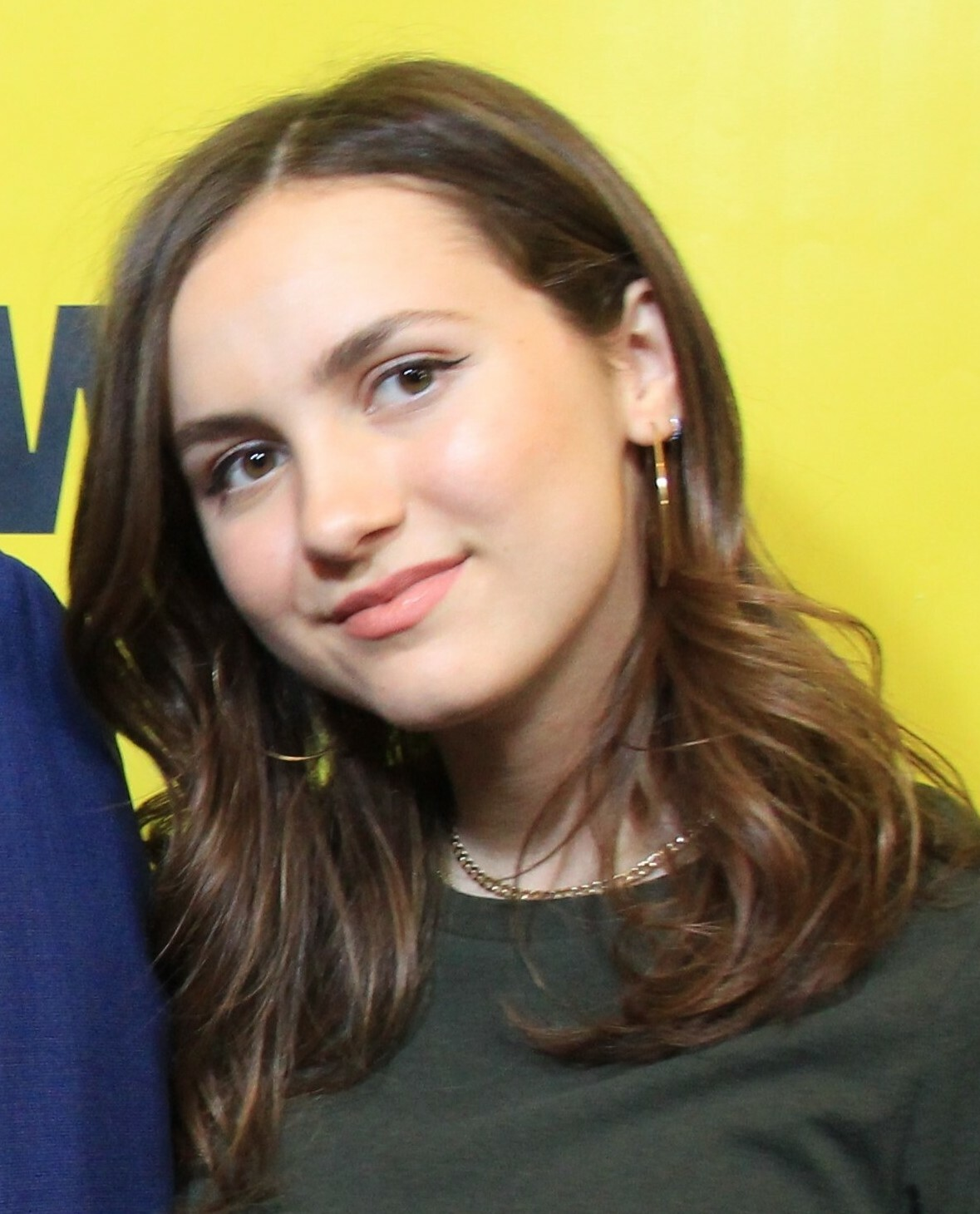
El término «nepo baby» se hizo popular después de ser utilizado en una publicación de Twitter haciendo referencia a la actriz Maude Apatow, hija de Judd Apatow y Leslie Mann.

El término «nepotism baby» se popularizó por primera vez a principios de la década de 2010, después de años de uso, y se acortó por primera vez a «nepo baby» en 2020. Según Nate Jones de Vulture, «Uno de los primeros casos de nepotismo abreviado como 'nepo baby' aparece en una publicación de 2020 del blog Pop Culture Died in 2009, que describe a Olivia Jade como la respuesta de nuestra era al ícono del Bling Ring, Alexis Haines».
El término se hizo popular en 2022 en Twitter cuando un usuario tuiteó sobre Maude Apatow, hija del director Judd Apatow y la actriz Leslie Mann, protagonista de la serie de televisión Euphoria. Esto llevó a que el término «nepo baby» fuera tendencia en TikTok cuando los usuarios señalaron a muchos otros «bebés del nepotismo» famosos. El término ganó mayor popularidad después de que la revista New York publicara una lista de nepo babies y llamara al 2022 «El año del nepo baby». Exploraron qué celebridades fueron víctimas del nepotismo y evaluaron sus oportunidades en la vida. Otras publicaciones que han cubierto el tema incluyen The New York Times, Vox, Forbes, y CNN.
Algunas celebridades han comentado sobre su condición de nepo babies, como Zoë Kravitz, Lily-Rose Depp,Gwyneth Paltrow, Jamie Lee Curtis, Jack Quaid y Ben Platt.
En 2023, Hailey Baldwin, de la familia Baldwin, adoptó el término, vistiendo una camiseta que decía «nepo baby». Según se informa, Hopper Penn ha dicho que rechaza ser etiquetado como tal. Allison Williams, que trabajó con Lena Dunham en Girls de HBO, declaró lo siguiente con respecto a que Dunham y otras personas fueran etiquetadas por muchos como «nepo babies»: «No se siente como una pérdida admitirlo. Si confías en tu propia habilidad, creo que se vuelve muy fácil de reconocer». Rachael Maddux de BuzzFeed, sin embargo, cuestionó que Dunham pudiera ser clasificada como una «nepo baby».

## Análisis y crítica
En un artículo de Vox sobre el tema, el profesor de la Universidad de Columbia Shai Davidai consideró que el discurso en torno a los nepo babies tiene sus raíces en la forma en que deconstruyen la fe estadounidense en la igualdad, incluso en Hollywood. Explicó que el concepto de nepo babies que utilizan la riqueza y las conexiones familiares para alcanzar el éxito «nos priva de esa historia del 'sueño americano' que nos hace sentir bien».
Los usuarios del término a menudo afirman que los nepo babies, así como aquellos que provienen de familias ricas en general, están sobrerrepresentados en los medios, en comparación con aquellos de clase trabajadora o de orígenes «normales». Por ejemplo, en un artículo de humor de diciembre de 2022 sobre los «nepo babies» publicado por The New Yorker, el actor Adam Driver, que proviene de orígenes humildes, fue señalado como un «talento hecho a sí mismo... en un mar de Lily-Rose Depps, sé un Adam Driver». En otro artículo de Vulture, Kevin Lincoln señaló que Driver había sido descubierto por suerte, así como por sus propios méritos. Los defensores de este tipo de ejemplos consideran que es una prueba de que no existe una meritocracia y de que el trabajo duro por sí solo no es suficiente para tener éxito.
Algunas publicaciones, incluidas BuzzFeed y la publicación feminista Jezebel, han criticado los términos «nepo baby» y «industry baby» por aplicar de manera demasiado vaga el privilegio social, o las ventajas especiales conferidas a ciertos grupos a expensas de otros grupos, a ciertas figuras públicas.
En noviembre de 2022, Lily-Rose Depp, hija de los actores Johnny Depp y Vanessa Paradis, así como actriz principal de la serie de televisión de 2023 The Idol, criticó los términos «nepo baby» y «industry baby» como sexistas y misóginos. Arwa Mahdawi de The Guardian cuestionó la afirmación de Depp, diciendo: «No he hecho un análisis detallado de los datos de las aplicaciones del término basadas en el género, pero puedo pensar en muchos hombres que han sido llamados 'nepo baby', siendo Brooklyn Beckham y Jaden Smith dos ejemplos muy destacados».
En 2023, los magos Penn y Teller dijeron que creían que el término era «otra forma de resentimiento en Internet». Penn Jillette dijo que no le gustaba que se aplicara ese término a su hija, Moxie.
Tras su victoria en los premios Globo de Oro en enero de 2025, la actriz Fernanda Torres, hija de Fernando Torres y Fernanda Montenegro, criticó la percepción negativa que rodea a los nepo babies, afirmando: «Realmente odio esta idea porque esto es antiguo, que la gente aprende en su entorno. La mesa del comedor de mi casa era el lugar donde ensayaban mis padres. No significa que cuando eres un nepo baby tu vida esté resuelta. Al contrario, tienes que inventarte a ti mismo. Tienes otros problemas». Además, describió el debate como «la pelea equivocada», argumentando que «la desigualdad no se basa en las posibilidades que pueda tener un nepo baby. Puedes matar a todos los nepo babies del mundo y no resolverás el problema de la desigualdad».

## Términos relacionados
La revista New York también utilizó el término «industry baby» («bebé de la industria») para referirse a varias otras celebridades. La publicación definió a un «industry baby» como «una celebridad que tuvo un padre o pariente que puede no haber sido extremadamente rico o famoso, pero que logró cierto éxito en la industria, a menudo detrás de escena, lo que proporcionó a sus hijos conexiones y oportunidades». Vulture definió el término como «[una celebridad que] no heredó un nombre famoso, pero sí heredó conexiones y conocimiento del negocio».
Entre los ejemplos de bebés de la industria citados se incluyen Billie Eilish, Meghan Markle, Lena Dunham, Chris Pine y Daisy Edgar-Jones.